# Гарсия, Сантьяго (уругвайский футболист)
Сантья́го Дамиа́н Гарси́я Корре́а (исп. Santiago Damian García Correa; 14 сентября 1990, Монтевидео — 4 февраля 2021, Годой-Крус, Мендоса) — уругвайский футболист, выступавший на позиции нападающего.

## Биография
Гарсия — воспитанник клуба «Насьональ». 27 июля 2008 года в возрасте 17 лет в матче против «Дефенсор Спортинг» он дебютировал в уругвайской Примере. 21 сентября в поединке против столичного «Расинга» Сантьяго сделал «дубль», забив свои первые голы за «Насьональ». В составе клуба Гарсия дважды стал чемпионом страны, а сезоне 2010/2011 года лучшим бомбардиром чемпионата. Летом 2011 года он перешёл в бразильский «Атлетико Паранаэнсе», подписав контракт на пять лет. Сумма трансфера составила 2,5 млн евро. 10 июля в матче против «Аваи» Сантьяго дебютировал в бразильской Серии A. 23 июля в поединке против «Ботафого» он сделал «дубль», забив свои первые голы за новую команду.
Летом 2012 года Гарсия перешёл в турецкий «Касымпаша». Сумма трансфера составила 1,6 млн евро. 29 сентября в матче против «Фенербахче» он дебютировал в турецкой Суперлиге.
Сантьяго не смог адаптироваться в Турции и спустя год вернулся на родину в «Насьональ», но так ни разу не забив на протяжении 14 матчей, был продан в столичный «Ривер Плейт». 24 августа 2014 года в матче против «Монтевидео Уондерерс» Гарсия дебютировал за новый клуб. 7 сентября в поединке против своей бывшей команды «Насьональ» он забил свой первый гол за «Ривер Плейт». В 2015 году забив 10 мячей Гарсия стал лучшим бомбардиром Апертуры.
В начале 2016 года Гарсия перешёл в аргентинский «Годой-Крус». 6 февраля в матче против «Росарио Сентраль» он дебютировал в аргентинской Примере, заменив во втором тайме Хайме Айови. Через неделю в поединке против «Индепендьенте» Сантьяго забил свой первый гол за «Годой-Крус». В своём дебютном сезоне Гарсия забил 9 мячей, став одним из лучшим снайперов чемпионата. В 2018 году он помог клубу занять второе место, а сам стал лучшим бомбардиром первенства.
Страдал от депрессии и проходил психиатрическое лечение. 4 февраля 2021 года в возрасте 30 лет покончил жизнь самоубийством, застрелившись.

### Карьера в сборной
В 2009 году в составе молодёжной сборной Уругвая Гарсия занял третье место на молодёжном чемпионате Южной Америки в Венесуэла. На турнире он сыграл в матчах против команд Чили, Венесуэлы, Бразилии, Колумбии и дважды Парагвая. В поединках против чилийцев, парагвайцев и венесуэльцев Сантьяго забил четыре мяча.
В том же году Гарсия принял участие в молодёжном чемпионате мира в Египте. На турнире он сыграл в матчах против сборных Англии, Узбекистана и Бразилии. В поединке против Узбекистана забил гол.

## Достижения
Клубные
«Насьональ»
- Чемпионат Уругвая по футболу — 2008/09, 2010/11

Международные
Уругвай (до 20)
- Бронза молодёжного чемпионата Южной Америки — 2009

Индивидуальные
- Лучший бомбардир чемпионата Уругвая (23 мяча) — 2010/11
- Лучший бомбардир чемпионата Аргентины (17 мячей) — 2017/18